# Lancer du poids masculin aux Jeux olympiques d'été de 1968
Navigation
Tokyo 1964 Munich 1972
L'épreuve du lancer du poids masculin aux Jeux olympiques de 1968 s'est déroulée les 13 et 14 octobre 1968 au Stade olympique universitaire de Mexico, au Mexique. Elle est remportée par l'Américain Randy Matson.

## Résultats

### Finale
| Rang               | Athlète              | Pays                 | Essais | Essais | Essais | Essais | Essais | Essais | Marque | Note |
| Rang               | Athlète              | Pays                 | 1      | 2      | 3      | 4      | 5      | 6      | Marque | Note |
| ------------------ | -------------------- | -------------------- | ------ | ------ | ------ | ------ | ------ | ------ | ------ | ---- |
| Médaille d'or      | Randy Matson         | États-Unis           | 20.54  | 20.09  | 18.67  | 20.15  | 20.02  | 20.18  | 20.54  | OR   |
| Médaille d'argent  | George Woods         | États-Unis           | 20.12  | X      | X      | –      | 19.19  | X      | 20.12  |      |
| Médaille de bronze | Eduard Gushchin      | Union soviétique     | 20.09  | 19.45  | 19.69  | X      | X      | 19.41  | 20.09  |      |
| 4                  | Dieter Hoffmann      | Allemagne de l'Est   | 20.00  | 19.33  | 19.75  | 19.68  | 19.85  | 19.86  | 20.00  |      |
| 5                  | Dave Maggard         | États-Unis           | 19.43  | 19.33  | 19.75  | 19.68  | 19.85  | 19.86  | 19.43  |      |
| 6                  | Władysław Komar      | Pologne              | 18.66  | 19.28  | 18.54  | X      | X      | 19.21  | 19.28  |      |
| 7                  | Uwe Grabe            | Allemagne de l'Est   | 18.20  | 18.74  | 19.03  | 17.43  | 17.66  | 18.34  | 19.03  |      |
| 8                  | Heinfried Birlenbach | Allemagne de l'Ouest | 18.80  | 18.48  | X      | 18.13  | 18.67  | X      | 18.80  |      |
| 9                  | Pierre Colnard       | France               | 18.62  | X      | 18.79  |        |        |        | 18.79  |      |
| 10                 | Jeff Teale           | Royaume-Uni          | 18.65  | 18.57  | 18.60  |        |        |        | 18.65  |      |
| 11                 | Les Mills            | Nouvelle-Zélande     | 18.18  | 18.01  | 17.95  |        |        |        | 18.18  |      |
| 12                 | Traugott Glöckler    | Allemagne de l'Ouest | X      | 17.20  | 18.14  |        |        |        | 18.14  |      |

## Légende
Records et Performances
- AR : Record continental (area record)
- CR : Record des championnats (championship record)
- MR : Record du meeting (meet record)
- NR : Record national (national record)
- OR : Record olympique (olympic record)
- PR : Record paralympique (paralympic record)
- PB : Record personnel (personal best)
- SB : Meilleure performance personnelle de la saison (season's best)
- WL : Meilleure performance mondiale de l'année (world leader)
- WJR : Record du monde junior (world junior record)
- WR : Record du monde (world record)

Circonstances et Conditions
- DNF : N'a pas terminé (did not finish)
- DNS : N'a pas pris le départ (did not start)
- DQ : Disqualification (disqualification)
- NM : Aucun essai valable enregistré (No Mark)
- Q : Qualifié « directement » au prochain tour (ou à la prochaine compétition), lors d'une compétition majeure, grâce au classement ou à la réalisation des minima (automatic qualifier)
- q : Qualifié au prochain tour (ou à la prochaine compétition), lors d'une compétition majeure, grâce au repêchage ou à la réalisation de l'une des meilleures performances parmi celles des « non qualifiés directement » (grâce au meilleur temps ou à la meilleure distance par exemple) (secondary qualifier)